# 前331年
| 千纪： | 前1千纪 |
| 世纪： | 前5世纪 \| 前4世纪 \| 前3世纪 |
| 年代： | 前360年代 \| 前350年代 \| 前340年代 \| 前330年代 \| 前320年代 \| 前310年代 \| 前300年代                                                                                        |
| 年份： | 前336年 \| 前335年 \| 前334年 \| 前333年 \| 前332年 \| 前331年 \| 前330年 \| 前329年 \| 前328年 \| 前327年 \| 前326年                                                          |
| 纪年： | 周顯王三十八年 魯景公十三年 齊威王二十六年 趙肅侯十九年 魏惠王後四年 韓宣惠王二年 秦惠文王七年 楚威王九年 宋剔成君三十九年 衛嗣君四年 燕易王二年 越王無彊十二年 中山成公十九年 |

## 大事记
- 马其顿王国亚历山大三世的大军在高加米拉战役中击败了波斯大流士三世，此战决定性的导致了波斯帝国灭亡
- 义渠内乱，秦惠王派庶长操平定，义渠归附秦国
- 秦国公孙衍和魏国作战，雕阴之战，斩首八万，俘虏魏国将领龙贾

## 出生
- 克里安西斯，古希腊斯多噶学派哲学家
- 迈特罗多鲁斯，古希腊伊壁鸠鲁学派哲学家

## 逝世
- 亞基斯三世，第20位歐里龐提德世系斯巴達國王
- 亞歷山大一世，摩羅西亞國王